# Hohenlinden
Hohenlinden es un municipio situado en el distrito de Ebersberg, en el estado federado de Baviera (Alemania), con una población a finales de 2016 de unos 3106 habitantes.
Se encuentra ubicado al sur del estado, en la región de Alta Baviera, cerca de la frontera con Austria.